# Terese Cannon
Terese Cannon (Pittsford, 1 de outubro de 1995) é uma jogadora de voleibol de praia estadunidense.

## Carreira
A prática desportiva em sua família sempre foi estimulada, aproximadamente aos 4-5 anos de idade, Mary Cannon, sua mãe,  a ensinava a esquiar na Costa Leste, e em outros tempos livres praticava basquete, canoagem e vela, terminando o dia com jogos de cartas ou badminton, sendo que quem perdesse neste último tinha que lavar a louça, e declarou nunca ter vencido  Jim, seu pai, nesta modalidade. Cresceu rodeada de desportistas em diversas modalidades, tênis, basquete, voleibol indoor, futebol e vela, que a motivou a desenvolver sua aptidão desportiva.
O primeiro contato com o vôlei de quadra no oeste de Nova York ditariam. No ensino fundamental, ela deixou o futebol e basquete pela oportunidade de jogar vôlei de praia em Charlotte Beach, no Lago Ontário. Competiu por 4 anos no vôlei indoor, pelo time principal do Colégio Our Lady of Mercy (OLM), conquistando três títulos regionais, duas oportunidades terminaram com o vice-campeonato da New York State Champions (NYS Champions) nos anos de 2011 e 2013, e uma vez campeão em 2012. Foi recrutado em vários programas da NCAA e optou por jogar pela Universidade de Georgetown em em Washington, D.C..
Em 2014, seu primeiro ano,  foi titular segunda ponteira titular e maior pontuadora do time, venceu All Big East Conference Honors naquele ano como um verdadeiro calouro, e mesmo com uma boa estreia, tinha interesse em aperfeiçoar-se no vôlei de praia, então, no ano de 2015, mudou para Universidade do Sul da Califórnia, em Los Angeles, quando abriu mão de uma bolsa integral e deixou sua irmã gêmea, Maryn, em Georgetown, após estarem sempre juntas, foi morar sozinha  e ainda iniciante no vôlei de praia, e na reserva do time indoor.
Na USC Trojans, foi duas vezes campeã da Campeonato Nacional da NCAA em 2017 com Nicolette Martin e 2019, sendo duas vezes capitã, com recorde de 112 pontos em 31 partidas, tricampeã da Conferência Pac-12. Em 2016, jogava na praia com Katrina Kernochan, em 2018 com Abril Bustamante e também Sammy Slater.Embora canhota, joga como destra, e estreou no circuito da AVP 2016 ao lado de Josephine Kremer na etapa de Manhattan Beach e 2017 na etapa de Nova Iorque.
Em 2017, no circuito da AVP, esteve também com Nicolette Martin, e como melhor resultado terminaram em sétimo lugar na etapa de San Francisco
, já em 2018, esteve ao lado de Corinne Quiggle, depois, com Jace Pardon e Nicolette Martin, finalizando a temporada com Sarah Sponcil e com melhor resultado o terceiro lugar em Chicago. 
Na temporada de 2019, no circuito da AVP, terminou em terceiro lugar  em Austin ao lado de Irene Pollock e em 	Manhattan Beach com Kelly Reeves. Com Irene Pollock, estreou no circuito mundial no torneio uma estrela em Qidong e no três estrelas de	Edmonton, em ambas oportunidades finalizaram na nona posição. Em 2020, atuou com Sara Hughes no torneio quatro estrelas em Chetumal e alcançou o vice-campeonato no duas estrelas de Siem Reap com Kelly Reeves . Na temporada de 2021, esteve com Molly Shaw no circuito da AVP, terminando em terceiro em Atlanta e também com Emily Stockman
Em 2021, iniciou o circuito mundial ao lado de Kelly Reeves, depois jogou com Kimberly Hildreth,  e retomando com Corinne Quiggle terminou na nona posição no duas estrelas de Brno, sendo vice-campeã no uma estrela em Cervia com Molly Shaw, obtendo o título do uma estrela em Nimegue com Delaney Mewhirter e o bronze no torneio quatro estrelas em Itapema ao lado de Sara Hughes.No Circuito da AVP de 2022, voltou a formar dupla com Sarah Sponcil, obtendo o quinto lugar na etapa de Austin, campeãs em Hermosa Beach, nono lugar em Fort Lauderdale, segundo lugar em Atlanta, terceiro lugar em Manhattan Beach e Chicago, além do quarto lugar em Phoenix. Estiveram juntas também no circuito mundial de 2022, conquistando o terceiro lugar no Challenge de Kuşadası, e o vice-campeonato no Elite 16 de Cidade do Cabo e o quinto lugar no Elite 16 de Uberlândia, ainda disputaram o Campeonato Mundial de 2022, terminando na nona posição.
Na temporada de 2023, renova com Sarah Sponcil, e disputaram o circuito da AVP, obtendo o terceiro lugar em Miami, Huntington Beach e Atlanta; já no circuito mundial, conquistaram o terceiro lugar no Challenge de Itapema, o segundo lugar no Elite 16 em Ostrava, a partir do Elite 16 em Paris jogou ao lado de Megan Kraft obtendo a quinta posição no Challenge Nuvali, conquistaram ainda o título do Finals do Campeonato NORCECA de 2023 em Juan Dolio  e terminaram na nona posição do Campeonato Mundial de 2023 em Tlaxcala de Xicohténcatl.
Ao lado de Megan Kraft, conquistou em 2024, o quinto lugar na etapa de Huntington Beach, pelo circuito da AVP, e no circuito mundial, obtiveram juntas, o segundo lugar no Elite 16 em Gstaad  e o bronze no Elite 16 em Viena.

## Títulos e resultados
- 1* de Nimegue do Circuito Mundial de 2021
- Elite 16 de Gstaad do Circuito Mundial de 2024
- Elite 16 de Ostrava do Circuito Mundial de 2023
- Elite 16 de Cidade do Cabo do Circuito Mundial de 2022
- 1* de Cervia do Circuito Mundial de 2021
- 2* de Siem Reap do Circuito Mundial de 2020
- Elite 16 de Viena do Circuito Mundial de 2024
- 3* de Itapema do Circuito Mundial de 2023
- Challenge de Kuşadası do Circuito Mundial de 2022
- 4* de Itapema do Circuito Mundial de 2021